# 赵志荣
赵志荣（1961年—）甘肃平凉人，中国人民解放军少将。

## 生平
赵志荣曾任兰州军区司令部直属工作部部长、兰州军区联勤部副政治委员丶山東省軍區。2014年升任兰州军区联勤部政治委员。2016年2月，出任中国人民解放军西部战区陆军副政治委员。